# Важкий шлях
«Важкий шлях» (англ. The Hard Way) — детективний роман англійського письменника Лі Чайлда, виданий у 2005 році. Роман є десятим у циклі творів про колишнього військового поліцейського Джека Річера, який після тринадцяти років успішної кар'єри пішов у почесну відставку.

## Сюжет
У Нью-Йорку Джек Річер п'є каву коли його просять розповісти про деталі невдалого надання викупу за викрадену жінку та її дитину, свідком якого він був не знаючи про це. Його наймає бізнесмен Едвард Лейн (колишній полковник армії США), чия фірма рекрутує колишніх солдатів спецпідрозділів для участі у приватній військовій компанії під назвою «Консультанти з оперативної безпеки». Ця компанія є субпідрядником військових США у таємних військових операціях в третіх країнах.
Кейт, дружина Лейна, і її дочка Джейд були викрадені, і викрадач, отримавши викуп, не віддав їх. Він не зробив цього і після отримання другої і третьої сум. Лейн втрачає надію на те, що його дружина і пасербиця все ще живі. На Лейна безпосередньо працюють шість колишніх морських котиків, армійських рейнжерів, зелених беретів та бійці сил спеціальних операцій Великої Британії, але вони не можуть знайти викрадених. Він пропонує Річеру мільйон доларів, якщо він знайде викрадача.
Коли Річер побачив фотографію мами та малюка, що любовно дивилися один на одного, стало зрозуміло, що Річер збирається знайти ідіотів, які їх викрали, і покарати їх жорстоко. Він не любить хуліганів.
Річер зустрічає Патрицію Джозеф, сестру викраденої і вбитої п'ять років тому першої дружини Едварда Енні. Та стверджує, що саме Лейн підстроїв її викрадення і вбивство. Лейн переконує Річера, що він не має відношення до нинішнього викрадення. Через Патрицію Річер зв'язується з колишнім агентом ФБР Лорен Полінг, яка розслідувала справу Енні, і у них зав'язуються стосунки.
Розслідування приводить їх в сільську місцевість у Великій Британії, де ховаються Кейт і Джейд, які з їх тілоохоронцем втекли від Лейна. Річер допомагає втікачам в сутичці з Лейном та його бойовиками.